# Илиц
Илиц (нем. Uelitz) — община в Германии, в земле Мекленбург-Передняя Померания.
Входит в состав района Людвигслуст. Подчиняется управлению Лудвигслуст-Ланд.  Население составляет 427 человек (на 31 декабря 2010 года). Занимает площадь 15,04 км².